# Il futuro non è scritto - Joe Strummer
Il futuro non è scritto - Joe Strummer (Joe Strummer: The Future Is Unwritten) è un film del 2007 diretto da Julien Temple, documentario sulla vita di Joe Strummer, cantante e chitarrista del celebre gruppo punk rock britannico The Clash e successivamente dei Joe Strummer and the Mescaleros, morto nel 2002 all'età di 50 anni.

## Trama
Nel film, oltre a ripercorrere le tappe dello straordinario successo di Strummer e dei Clash, il regista riunisce davanti a un falò, come era solito fare lo stesso cantante, vari personaggi di successo del mondo della musica o del cinema come Bono, John Cusack, Johnny Depp, Matt Dillon, Steve Buscemi, Flea, fan del gruppo o che si sono a esso ispirati.

## Riconoscimenti
- British Independent Film Awards 2007
  - Miglior documentario